# Strangers When We Meet (canção de David Bowie)
"Strangers When We Meet" é uma canção do músico britânico David Bowie, originalmente gravada para o álbum The Buddha of Suburbia, de 1993. Em 1995, Bowie regravou a faixa para o álbum Outside, sendo esta versão editada e lançada com single, juntamente com uma versão retrabalhada da faixa  “The Man Who Sold the World”, de 1970.

## Créditos
- Produtores:
  - David Bowie
  - Brian Eno
  - David Richards
- Músicos:
  - David Bowie: vocais
  - Brian Eno: sintetizadores em "Strangers When We Meet" e "Get Real"
  - Reeves Gabrels: guitarra principal
  - Carlos Alomar: guitarra rítmica
  - Erdal Kizilcay: baixo, teclado em "Strangers When We Meet" e "Get Real"
  - Mike Garson: piano, teclado em "The Man Who Sold The World"
  - Sterling Campbell: bateria "Strangers When We Meet" e "Get Real"
  - Gail Ann Dorsey: baixo em "The Man Who Sold the World"
  - Peter Schwartz, George Simms: teclado em "The Man Who Sold the World"
  - Zachary Alford:[1] bateria em "The Man Who Sold the World"